# 亞歷山大 (緬因州)
亞歷山大（英語：Alexander）是一個位於美國緬因州華盛頓縣的鎮。

## 人口
根據2020年美國人口普查的數據，亞歷山大的面積為118.23平方千米，當中陸地面積為103.96平方千米，而水域面積為14.27平方千米。當地共有人口525人，而人口密度為每平方千米4人。